# Panteão da Pátria e da Liberdade Tancredo Neves
O Panteão da Pátria e da Liberdade Tancredo Neves é um memorial cívico destinado a homenagear heróis e heroínas nacionais que, de algum modo, serviram  para o engrandecimento da nação brasileira. Além de contar com a exposição permanente do Livro dos Heróis e Heroínas da Pátria ou Livro de Aço, no qual estão entronizados os heróis, o espaço cultural pertencente ao Centro Cultural Três Poderes, celebra os ideais de democracia e liberdade, reverenciando, em especial as figuras de Tiradentes e Tancredo Neves. No primeiro pavimento estão expostos registros sobre a importante figura política de Tancredo Neves no período de redemocratização do país pós-ditadura militar. No andar superior encontra-se o Livro de Aço e o grande painel da Inconfidência Mineira, que retrata historicamente o movimento que visava libertação.
O espaço, que está localizado na Praça dos Três Poderes e é administrado pela Secretaria de Estado de Cultura do Distrito Federal, fica aberto, assim como os outros equipamentos que compõem o Centro Cultural Três Poderes, de terça a domingo — inclusive feriados — das 9h às 18h. O local conta com plataforma de acessibilidade para cadeirantes.

## História
A ideia de erguer um monumento para homenagear aqueles que se destacaram em prol da pátria brasileira surgiu no Palácio do Planalto, durante a comoção nacional causada pela morte de Tancredo Neves, o primeiro presidente civil eleito – ainda que indiretamente – após vinte anos de regime militar, em 1984.
O Panteão foi construído e doado ao governo do Distrito Federal pela Fundação Bradesco, e inaugurado em 7 de setembro de 1986 pelo então presidente José Sarney. Como não se trata de um mausoléu, o termo correto para designar o monumento deveria ser cenotáfio, significando um memorial fúnebre erguido para homenagear alguma pessoa ou grupo de pessoas cujos restos mortais estão em outro local ou estão em local desconhecido.

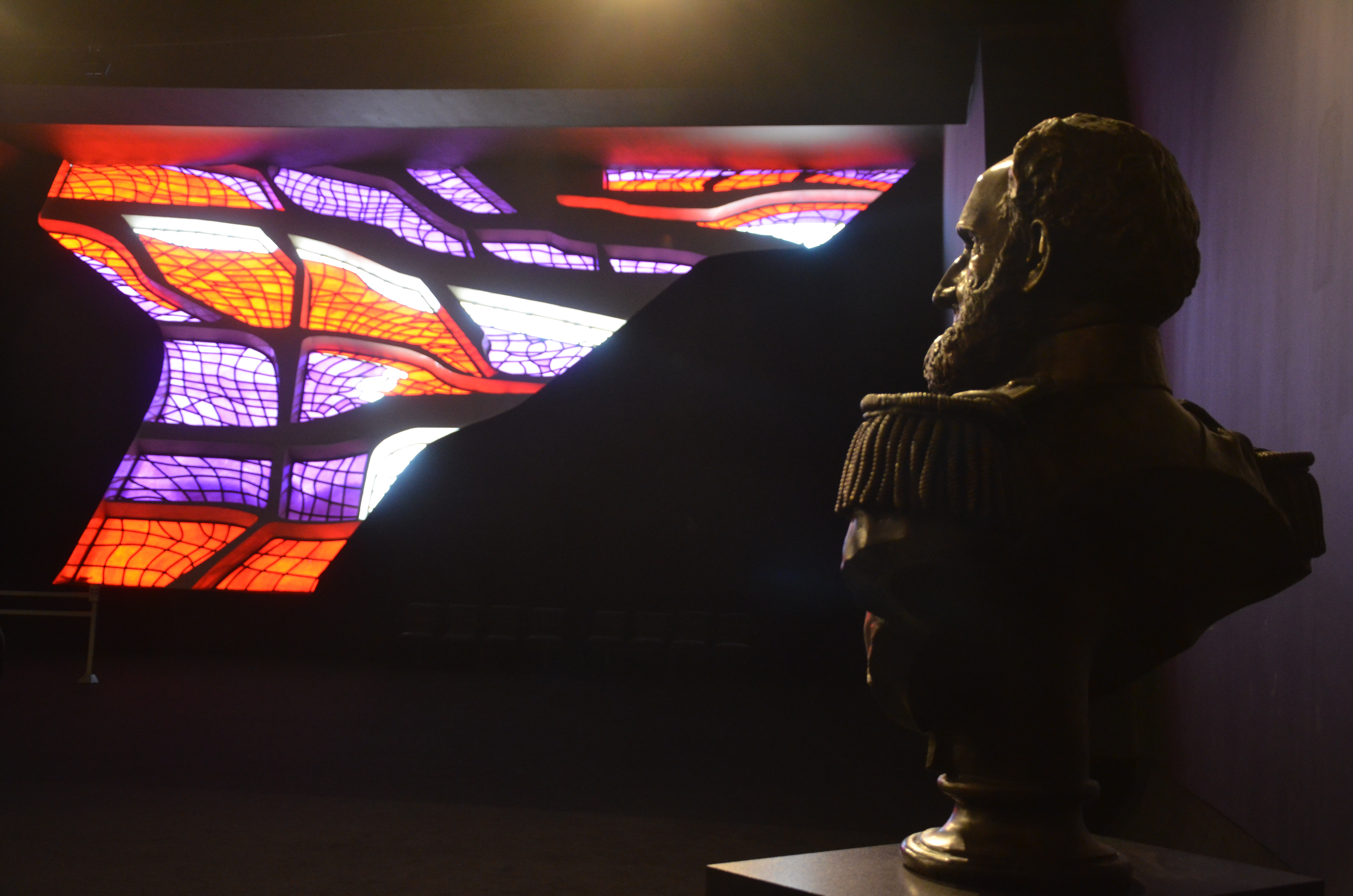
Vitral de Marianne Peretti.

Está localizado junto aos outros equipamentos que compõem o Centro Cultural na Praça dos Três Poderes, em Brasília. Criado por Oscar Niemeyer, apresenta arquitetura modernista simbolizando uma ou duas pombas dependendo do ponto de vista. Sua pedra fundamental foi lançada pelo presidente da França, François Mitterrand, em 15 de outubro de 1985.
A área expositiva, inteiramente dedicada a Tancredo Neves, foi reinaugurada em 2013. A nova concepção, curada por Marcello Dantas e Silvia Albertini, privilegia o contato direto do público com os assuntos tratados, por meio da exposição de cópias de documentos, filmes de Silvio Tendler e tecnologias interativas.

## Estrutura

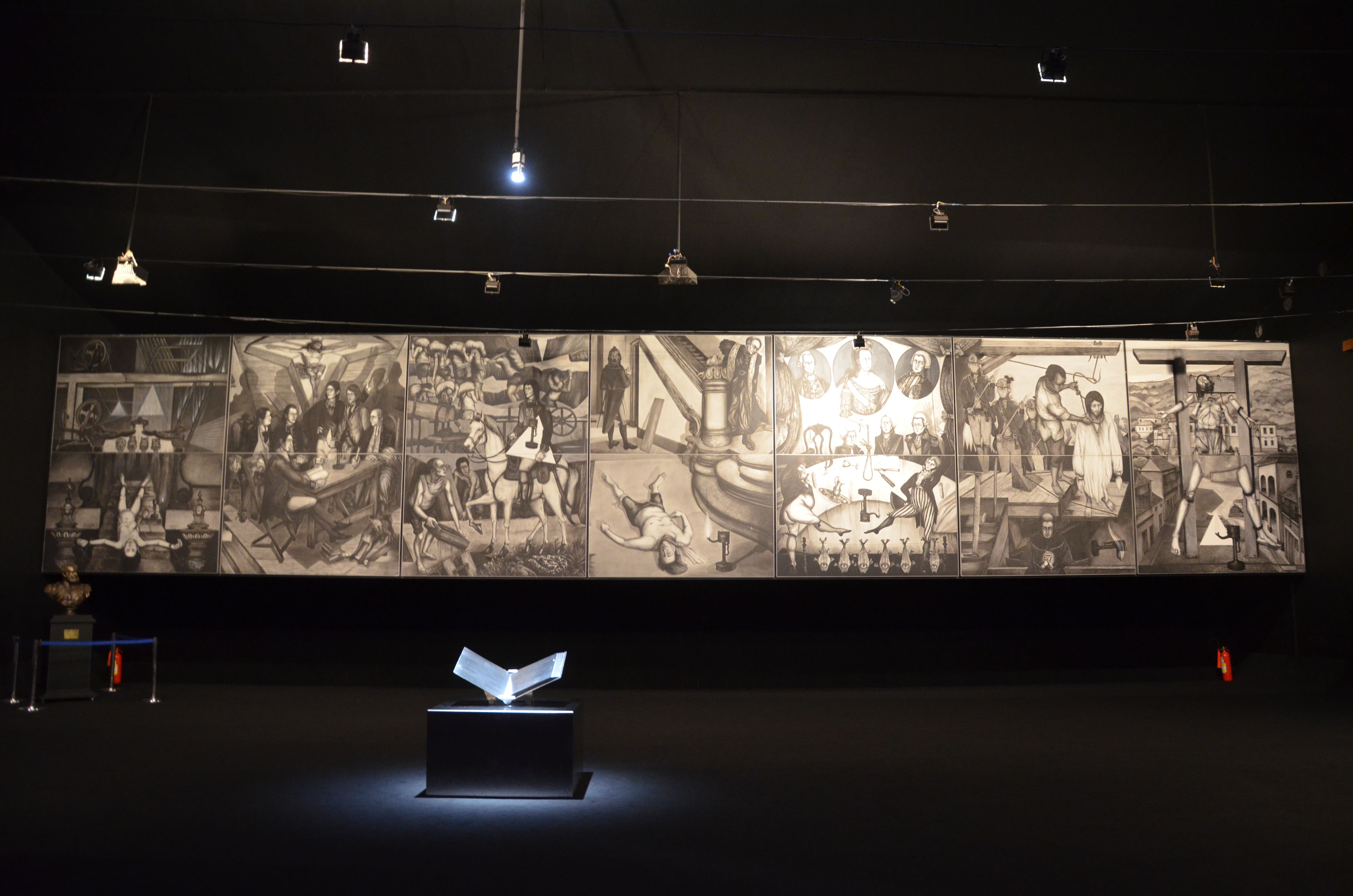
Painel da Inconfidência e Livro de Aço.

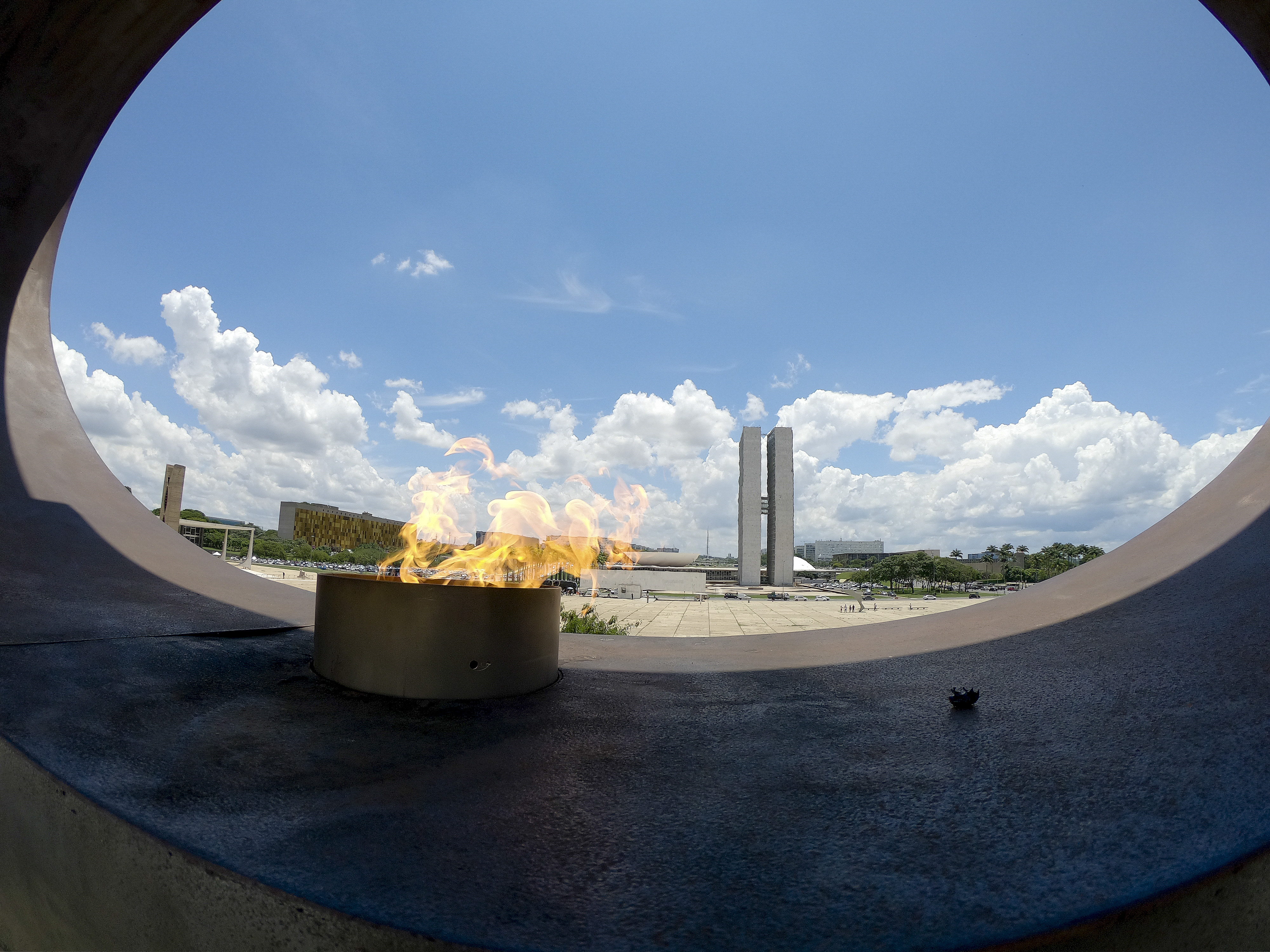
Pira da Pátria.

O Panteão possui, em sua área externa, a Pira da Pátria e da Liberdade sempre acesa simbolizando o fogo da Pátria. Compõem a área externa três painéis curvos representando o Exército, Marinha e Aeronáutica, guardiões da democracia. O edifício é revestido com placas de mármore opaco e tem três pavimentos, somando área total construída de 2 105 m². Em seu interior, o Salão Vermelho homenageia o presidente Tancredo Neves, no local está instalado o mural da Liberdade, do artista plástico Athos Bulcão, símbolo do movimento da Inconfidência Mineira.
No terceiro pavimento está o Salão Negro, onde localiza-se o vitral de autoria de Marianne Peretti (também autora dos vitrais da catedral de Nossa Senhora Aparecida), o Painel da Inconfidência Mineira do artista João Câmara e o Livro de Aço dos Heróis Nacionais.
O Panteão foi tombado em 2007, pelo Instituto do Patrimônio Histórico e Artístico Nacional (IPHAN), junto com outras 24 obras de Oscar Niemeyer, que completara 100 anos.

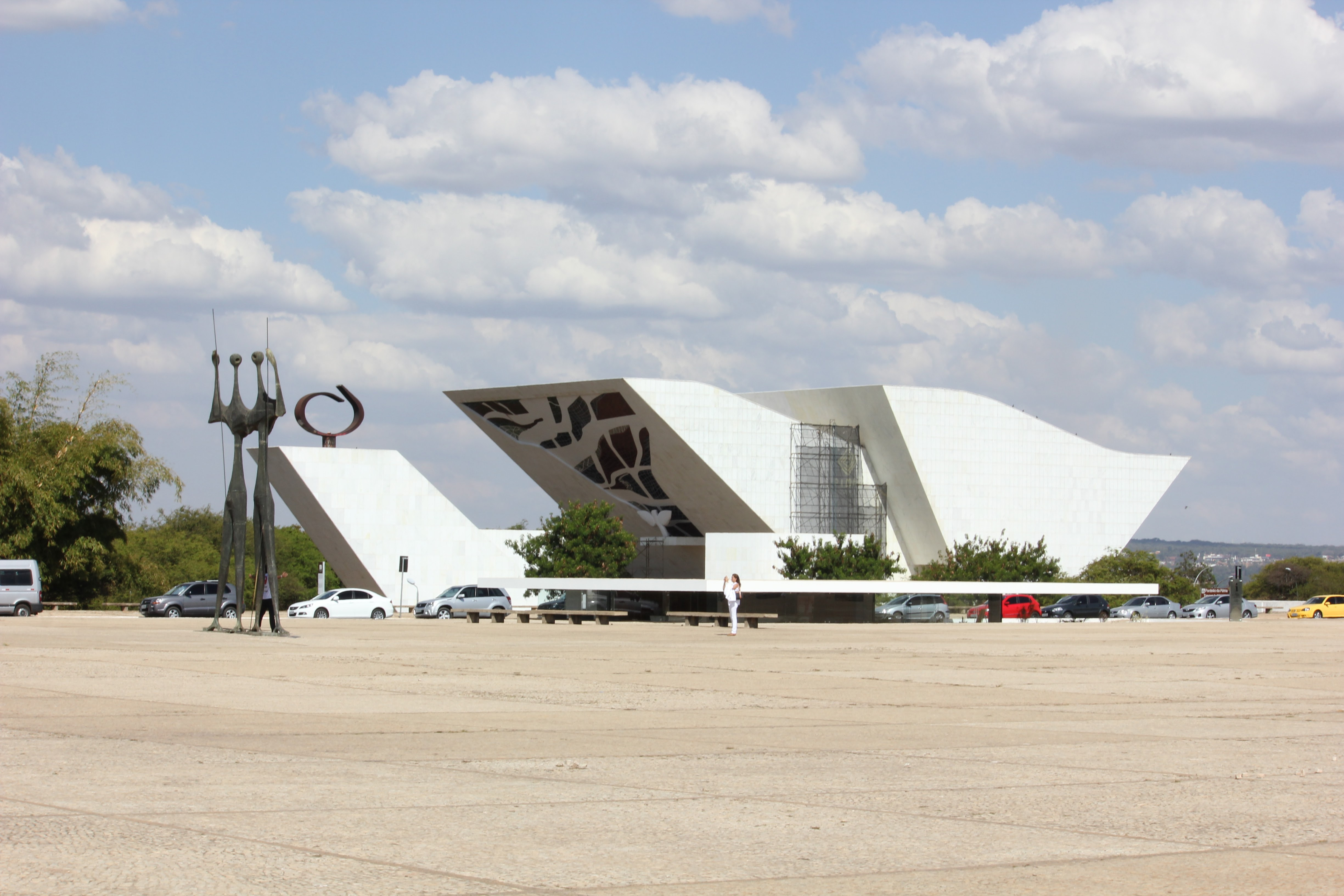
Vista do Panteão da Pátria

Diferentemente de outros panteões, o Panteão da Pátria não contém o túmulo de nenhum dos homenageados. A estrutura abriga também duas esculturas que homenageiam os mártires da Inconfidência Mineira. A primeira, intitulada Mural da Liberdade, foi realizada por Athos Bulcão e localiza-se no segundo pavimento no salão Vermelho. Constitui-se de três muros modulares, cada qual medindo 13,54 m de comprimento por 2,76 metros de altura, formando o triângulo símbolo do movimento mineiro. A segunda, intitulada Painel da Inconfidência Mineira, foi realizada por João Câmara Filho e localiza-se no terceiro pavimento. Constitui-se de sete painéis, cada qual ilustrando uma fase da inconfidência, tendo como foco o suplício de Tiradentes.

## Livro dos Heróis e Heroínas da Pátria

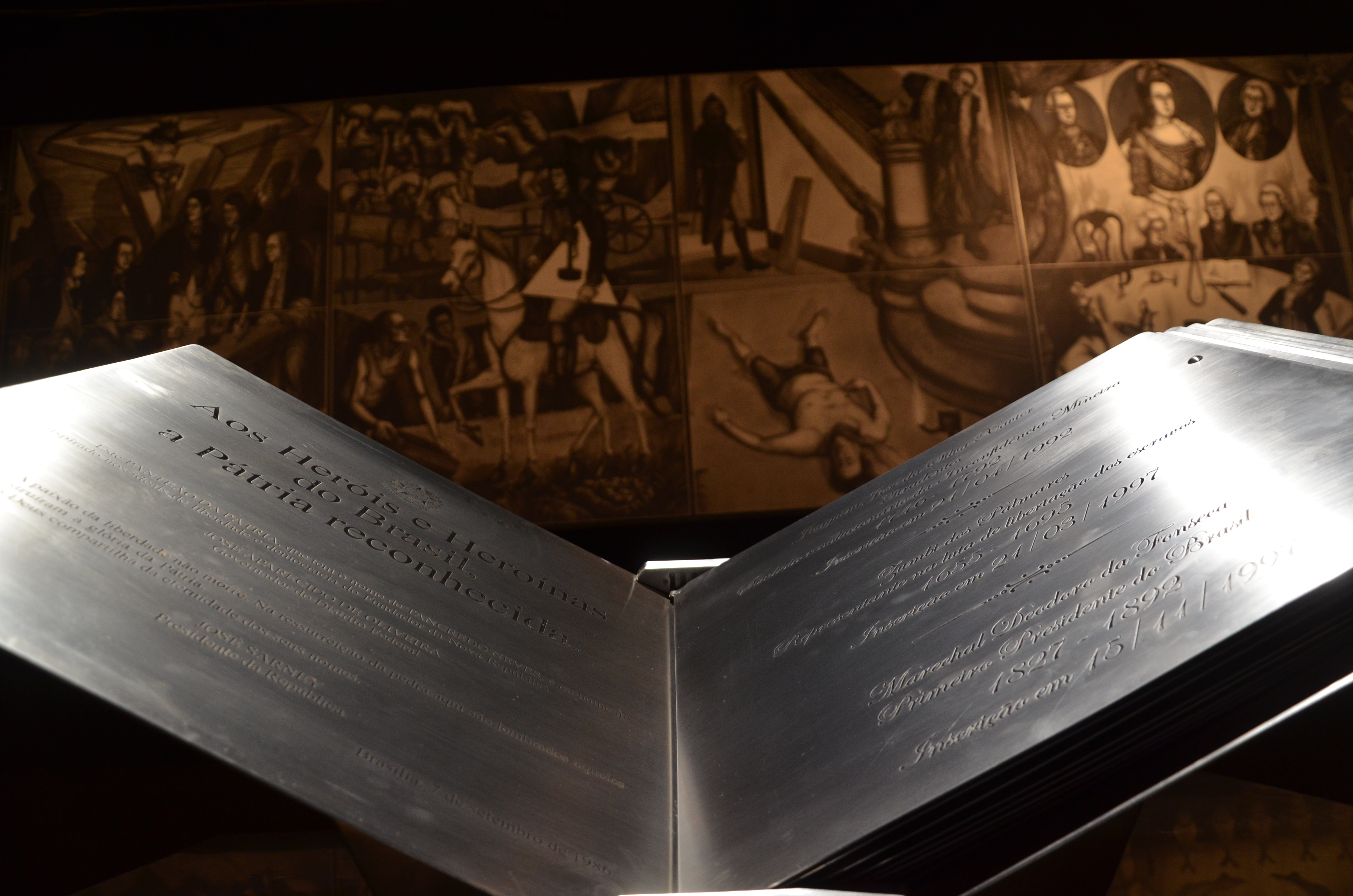
Livro de Aço de Heróis e Heroínas da Pátria.

Os nomes dos homenageados constam no Livro de Aço, também chamado Livro dos Heróis e Heroínas da Pátria, o qual lhes confere o status de herói nacional. O tomo se encontra no terceiro pavimento, entre o Painel da Inconfidência, escultura em homenagem aos mártires do levante mineiro oitocentista, e o vitral de Marianne Peretti. Toda vez que um novo nome é gravado em suas laudas de metal juntamente com sua respectiva biografia, uma cerimônia in memoriam ao homenageado é realizada.